# Гороховатка (притока Осколу)
Горохова́тка, Горохуватка — річка у Борівському районі Харківської області. Права притока Оскілу (басейн Сіверського Донця).

## Опис
Довжина 17 км, похил річки — 4,9 м/км. Формується з декількох безіменних струмків та водойм. Площа басейну 82,9 км².

## Розташування
Гороховатка бере початок на північному сході від села Попасного. Тече переважно на південний схід і на північній околиці села Гороховатка впадає у річку Оскіл (Оскільське водосховище), ліву притоку Сіверського Донця. 
Населені пункти вздовж берегової смуги: Калинове, Гаврилівка.